# バリー (オンタリオ州)
バリー（英：Barrie）は、カナダ・オンタリオ州のシムコー郡にある都市。人口は14万7829人（2021年）。シムコー湖の西、湖の入り江にあたるケンペンフェルト湾（Kempenfelt Bay）に位置する。
バリーから西にはコリンウッド（Collingwood）近くにあるオンタリオ州最大のスキーリゾート、ブルーマウンテン・リゾートがある。

## 歴史
街の名は1832年に英国海軍士官であったカナダ海軍の総責任者ロバート・バリー卿（Sir Robert Barrie）を称え、名付けられたことに由来する。

## 地理
バリーはオンタリオ州の豪雪地帯（スノーベルト）にあたり、湖水効果による雪も降るため、年平均238cmの降雪量がある。このため、バリー周辺はスキーやスノーボード、スノーモービル、アイスフィッシングなど、冬のアクティビティが盛んである。Georgian Collegeがある。

## 交通
- GOトランジット・バリー線･･･アランデール・ウォーターフロント駅よりトロントまでの通勤列車が運行されている。

## 姉妹都市
- ツヴァイブリュッケン（ドイツ・ラインラント＝プファルツ州） - 1996

## 友好都市
- 村山市（日本・山形県）
- 泰州市（中国・江蘇省） - 2006